# Myrna Loy
Myrna Loy (Radersburg, Montana, 2 de agosto de 1905 - Nueva York, 14 de diciembre de 1993) fue una actriz estadounidense.

## Primeros años
Nació en Radersburg (cerca de Helena, Montana), hija del ranchero galés David Franklin Williams, y su mujer Della Mae. El primer nombre de Loy se debe a la estación de tren favorita de su padre. David Williams también fue banquero y el hombre más joven que había sido elegido como senador de la asamblea legislativa de Montana. Su madre estudió música en el American Conservatory of Music en Chicago.
Myrna Williams hizo su debut como actriz a la edad de 12 años en el Helena's Marlow Theater, en el número musical llamado "The Blue Bird" que ella misma diseñó para la Rose Dream Operetta. Tras la muerte de su padre, cuando Myrna tenía 13 años, la familia se trasladó a Los Ángeles. Allí estudió en la Westlake School para chicas y posteriormente en Venice High School, de Venice (California), donde empezaría a intervenir en producciones locales.
En 1921, posó para una estatua de Harry Winebrenner, llamada Spiritual, que aún se conserva delante del Venice High School y que se puede ver en la escena inicial de la película Grease (1978).

## Carrera
Una noche que actuaba fue contemplada por el gran divo del cine mudo Rodolfo Valentino, apoyo esencial para su entrada en el mundo del cine a mediados de los años 20. Natacha Rambova, la segunda mujer de Valentino, la probó en un casting pero no fue elegida. De todas maneras, continuó presentándose a audiciones hasta que en 1925 sería elegida para su primer papel en una película What Price Beauty? junto a Rambova y Nita Naldi. 
Durante los años del cine mudo, los papeles a los que accedía Myrna Loy eran de mujeres exóticas, debido a su tez y su cabellera morena. Durante esos años, la actriz fue encasillada en ese rol, que a menudo coincidía con el de femme fatale. Así, participó en películas como Ben-Hur (1925) de Fred Niblo, Don Juan (1926) de Alan Crosland o De carbonero a gran señor (The Caveman) (1926) dirigida por Lewis Milestone.
De todas maneras, Loy supo superar el difícil paso de la entrada del sonoro, apareciendo incluso en la primera película sonora de la historia: El cantor de jazz, como corista. En 1929, probó con un acento extranjero para cantar y bailar en el primer musical de la Warner Brothers, The Desert Song (1929). Loy se aprovechó de este éxito y fue elegida para diferentes películas del género musical como Arriba el telón (The Show of Shows) (1929), The Bride of the Regiment, de John Francis Dillon (1930) y Under A Texas Moon (1930), de Michael Curtiz. Loy se convertiría en la estrella del género y dejaba atrás su imagen de mujer fatal del cine mudo. 

### Salto al melodrama
Una vez consolidada la imagen actriz todo terreno, Myrna Loy afrontó papeles más ambiciosos. Así, a principios de la década de los 30, protagonizaría películas de tan diferente registro como la comedia Un yanqui en la corte del rey Arturo (A Connecticut Yankee ) (1931) de David Butler o Emma (1932) de Clarence Brown, Ámame esta noche (Love Me Tonight) (1932) de Rouben Mamoulian o la película de terror La máscara de Fu-Manchú (The Mask of Fu Manchu) (1932) de Charles Brabin.
En 1934, aparecería en una de las películas referente de su filmografía: El enemigo público número uno (Manhattan Melodrama) de W. S. Van Dyke con Clark Gable y William Powell. Cuando el gánster John Dillinger fue muerto a balazos, la productora aprovechó ese filón para publicar que Myrna Loy era la actriz favorita del gánster, cosa que no gustó a la diva.

### La cena de los acusadosy William Powell
Después de aparecer junto a Ramón Novarro en The Barbarian (1933), Loy rechazaría el papel de Sucedió una noche (1934) por el papel que le haría ser la actriz más cotizada del momento: el papel de «Nora Charles» en La cena de los acusados (The Thin Man) (1934). El director W. S. Van Dyke eligió a Loy porque había notado en la actriz una sensibilidad y un sentido del humor que no habían sido detectados hasta entonces por otros directores. En una fiesta de Hollywood, Dyke empujó a Loy a la piscina para probar su reacción y le impresionó el aplomo con el que la actriz afrontó la situación. Louis B. Mayer rechazó en principio el nombre de Loy, creyendo que era una actriz de drama únicamente, pero Van Dyke insistió. Mayer accedió con la condición de que la película estuviera hecha en tres semanas. La cena de los acusados se convertiría en uno de los éxitos del año en la taquilla norteamericana y sería nominada a los Óscar a la mejor película. Loy recibió excelentes críticas y fue aclamada por su vis cómica.
Myrna Loy y su pareja en la pantalla William Powell destacaron en Una mujer difamada (Libeled Lady, 1936), en la que compartían cartel con Spencer Tracy y Jean Harlow, El gran Ziegfeld (The Great Ziegfeld, 1936), I Love You Again (1940) o Mi marido está loco (Love Crazy, 1941). La pareja también alargó la saga de los «acusados» (The Thin Man) con una serie de títulos más como Ella, él y Asta (After the Thin Man, 1936), Otra reunión de acusados (Another Thin Man, 1939), La sombra de los acusados (Shadow of the Thin Man, 1941), El regreso de aquel hombre (The Thin Man Goes Home, 1944) y El adiós del hombre delgado (Song of The Thin Man, 1946).

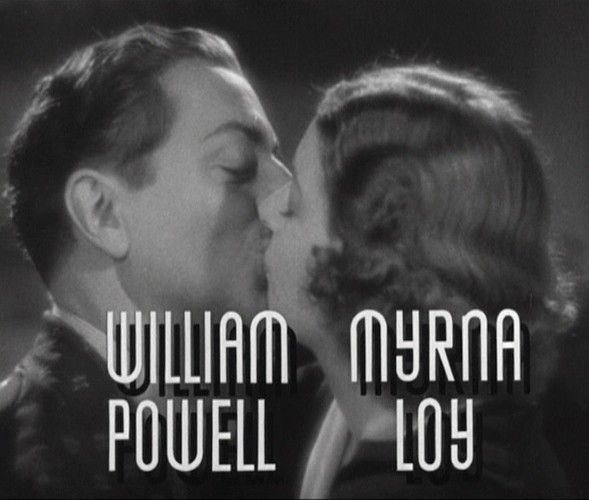
Nora and Nick Charles
(William Powell y Myrna Loy en la película de 1936 Otra reunión de acusados).

### Myrna Loy rentabiliza el éxito
Después de su éxito en El enemigo público número uno y La cena de los acusados, la carrera de Loy dio un giro de 180 grados. La actriz era llamada en las producciones más importantes de la época y le dieron la oportunidad de explotar su faceta más cómica. Así, actuaría en comedias como Entre esposa y secretaria (Wife vs. Secretary, 1936) con Clark Gable y Jean Harlow y Adán sin Eva (Petticoat Fever, 1936) con Robert Montgomery. Loy también compartiría créditos con Clark Gable en tres películas más: Parnell (1937), de John M. Stahl, Piloto de pruebas (Test Pilot, 1938) de Victor Fleming y Sucedió en China (Too Hot to Handle, 1938) de Jack Conway.
Durante este período, Loy fue una de las más grandes y mejor pagadas actrices de Hollywood; en 1937 y 1938 lideró la lista anual de las actrices más rentables de la industria, votación realizada por los exhibidores de todos los Estados Unidos.
Pero durante ese tiempo, Loy también interpretó papeles en comedias románticas, con su deseo de demostrar su habilidad en todos los terrenos. Así llegaron Vinieron las lluvias (The Rains Came, 1939) junto a Tyrone Power, Third Finger, Left Hand (1940) con Melvyn Douglas.
Con el parón de la Segunda Guerra Mundial, Loy abandonó su carrera de actriz para centrarse en los esfuerzos de la ayuda civil y más concretamente de la Cruz Roja. Atacó tan duramente a Adolf Hitler que su nombre apareció en su lista negra y sus películas fueron vetadas en Alemania.

### Los mejores años de la vida de Myrna

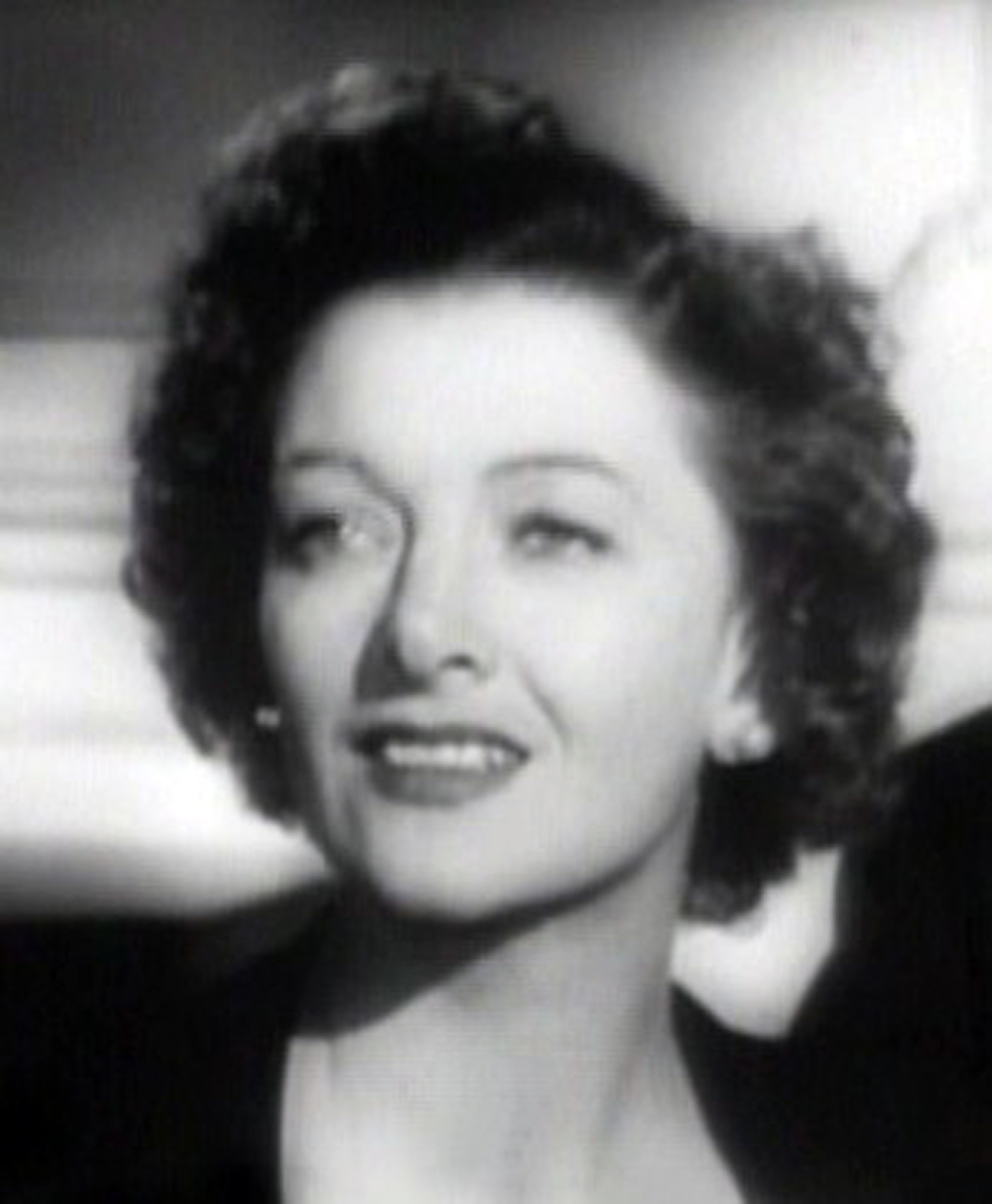
Loy en Los mejores años de nuestra vida

Myrna Loy volvió a la gran pantalla con Los mejores años de nuestra vida (The Best Years of Our Lives, 1946), en el papel de la mujer que espera el retorno de la guerra de su marido (Fredric March). En sus últimos años, Loy consideró su actuación en este filme como una de las mejores que había realizado en su vida.
En la segunda mitad de los años 1940, Loy participó junto a Cary Grant y Shirley Temple en la película de David O. Selznick El solterón y la menor (The Bachelor and the Bobby-Soxer, 1947), Los Blanding ya tienen casa (Mr. Blandings Builds His Dream House, 1948) nuevamente con Grant y con Clifton Webb en Trece por docena (Cheaper by the Dozen, 1950).
En 1951 se casó con Howland H. Sergeant, su cuarto matrimonio duró nueve años hasta su divorcio en 1960. Myrna nunca más volvería a contraer matrimonio.
En cuanto a su vida profesional, Myrna sufriría el normal declive comercial que toda gran estrella padece con el paso de los años, interviniendo en escasos y poco memorables títulos cinematográficos y encontrando acomodo principalmente en producciones televisivas. 
En 1960, aparecería en títulos como Un grito en la niebla (Midnight Lace), Desde la terraza (From the Terrace) o Los locos de abril (The April Fools) (1969). Después intervendría en la década de los 70 en pequeños papeles en películas como Aeropuerto 75 (1975) o Dime lo que quieres (1980).
En los últimos años, destacó por su papel influyente como directora del Consejo nacional por la discriminación de la mujer. Entre 1949 hasta 1954, trabajó para la Unesco y fue un miembro destacado del Partido Demócrata. Su biografía, Myrna Loy: Being and Becoming, fue publicada en 1987.
En 1990 se le concedió un Oscar Honorífico por toda su carrera. Falleció de cáncer de pulmón el 14 de diciembre de 1993, fue incinerada y sus cenizas enterradas en el cementerio de Forestvale, en Helena, Montana.

## Vida personal
Loy se casó cuatro veces:
- 1936-1942 Arthur Hornblow, Jr., productor.
- 1942-1944 John Hertz Jr., ejecutivo, miembro de la familia Hertz (The Hertz Corporation).
- 1946-1950 Gene Markey, productor.
- 1951-1960 Howland H. Sergeant, delegado de la Unesco.

Loy no tuvo hijos, aunque estuvo muy unida a los de su primer marido, Arthur Hornblow. "Soy la mujer perfecta", dijo una vez de sí misma, "Me he casado cuatro veces, me he divorciado cuatro veces, no tengo hijos y no sé cocer un huevo."

## Premios y distinciones
Premios Óscar
| Año  | Categoría        | Resultado |
| ---- | ---------------- | --------- |
| 1991 | Óscar Honorífico | Ganadora  |

En 1965 ganaría el Sarah Siddons Award por su trabajo en el teatro en Chicago. También recibiría el Lifetime Achievement Award que concede el Kennedy Center en 1988.
Aunque Loy nunca fue nominada a los Óscar, recibió en su casa de Nueva York, el Óscar honorífico de la Academia en 1991 por toda una carrera, con un corto agradecimiento: "Me habéis hecho muy feliz. Muchas gracias." Sería su última aparición en público.

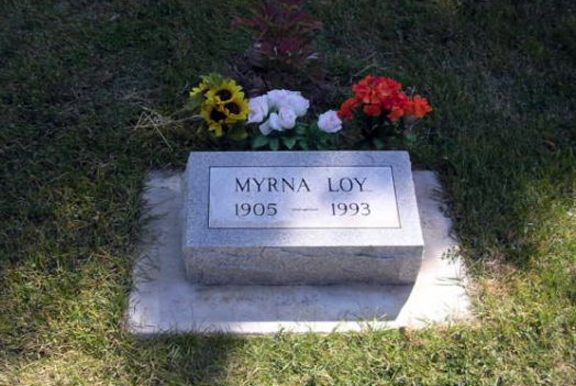
Tumba de Loy en Helena, Montana

Myrna Loy tiene una estrella en el Paseo de la Fama de Hollywood situada en el 6685 de Hollywood Boulevard.

## Filmografía
- What Price Beauty? (1925), de Tom Buckingham.
- Ben-Hur (Ben-Hur: A Tale of the Christ, 1925) de Fred Niblo.
- Don Juan (1926) de Alan Crosland.
- Por qué las jóvenes regresan al hogar (Why Girls Go Back Home, 1926), de James Flood.
- La elegante pecadora (Exquisite Sinner, 1926), de Phil Rosen y Josef von Sternberg.
- De carbonero a gran señor (The Caverman, 1926), de Lewis Milestone.
- La locura del charlestón (So This Is Paris, 1926), de Ernst Lubitsch.
- El héroe del batallón (Across the Pacific, 1926), de Roy Del Ruth.
- Boda sin amor (Bitter Apples, 1927), de Harry O. Hoyt.
- La campana de alarma (The Heart of Maryland, 1927), de Lloyd Bacon.
- Los taxis de medianoche (The Midnight Taxi, 1928), de John G. Adolfi.
- El arca de Noé (Noah's Ark, 1928), de Michael Curtiz y Darryl F. Zanuck.
- Arriba el telón / El show de los shows (The Show of Shows, 1929), John G. Adolfi.
- Shari, la hechicera (The Black Watch, 1929), John Ford.
- La novia del regimineto (The Bride of the Regiment, 1930), de John Francis Dillon.
- Tantas veo... (Under A Texas Moon, 1930), de Michael Curtiz.
- ¡Que pague el diablo! (The Devil to Pay!, 1930), de George Fitzmaurice.
- Un yanqui en la corte del rey Arturo (A Connecticut Yankee, 1931), de David Butler.
- Chantaje (Hush Money, 1931), de Sidney Lanfield.
- El doctor Arrowsmith (Arrowsmith, 1931), de John Ford.
- Camarotes de lujo (Transatlantic, 1931), de William K. Howard.
- Emma (1932), de Clarence Brown.
- Vanity Fair (1932), de Chester M. Franklin.
- Ámame esta noche (Love Me Tonight, 1932), de Rouben Mamoulian.
- Trece mujeres (Thirteen Women, 1932), de George Archainbaud.
- La máscara de Fu-Manchú (The Mask of Fu Manchu, 1932) de Charles Brabin.
- Una noche en El Cairo (The Barbarian, 1933), de Sam Wood.
- De mujer a mujer (When Ladies Meet, 1933), de Harry Beaumont.
- Vuelo nocturno (Night Flight, 1933), de Clarence Brown.
- El boxeador y la dama (The Prizefighter and the Lady, 1933), de W. S. Van Dyke.
- Hombres de blanco (Men in White, 1934), de Richard Boleslawski.
- La cena de los acusados (The Thin Man, 1934), de W. S. Van Dyke.
- El enemigo público número uno (Manhattan Melodrama, 1934) de W. S. Van Dyke.
- Estrictamente confidencial (Broadway Bill, 1934), de Frank Capra.
- Alas en la noche (Wings in the Dark, 1935), de James Flood.
- Jaque al rey (Whipsaw, 1935), de Sam Wood.
- El gran Ziegfeld (The Great Ziegfeld, 1936), de Robert Z. Leonard.
- Adán sin Eva (Petticoat Fever, 1936), de George Fitzmaurice.
- Entre esposa y secretaria (Wife vs. Secretary, 1936), de Clarence Brown.
- Ella, él y Asta (After the Thin Man, 1936), de W. S. Van Dyke.
- Una mujer difamada (Libeled Lady, 1936), de Jack Conway.
- Parnell (1937), de John M. Stahl.
- Doble boda (Double Wedding, 1937), de Richard Thorpe.
- Piloto de pruebas (Test Pilot, 1938) de Victor Fleming.
- Sucedió en China (Too Hot to Handle, 1938) de Jack Conway.
- Vinieron las lluvias (The Rains Came, 1939), de Clarence Brown.
- Otra reunión de acusados (Another Thin Man, 1939), de W. S. Van Dyke.
- Third Finger, Left Hand (1940), de Robert Z. Leonard.
- Te quiero otra vez (I Love You Again, 1940), de W. S. Van Dyke.
- Mi marido está loco (Love Crazy, 1941), de Jack Conway.
- La sombra de los acusados (Shadow of the Thin Man, 1941), de W. S. Van Dyke.
- El regreso de aquel hombre (The Thin Man Goes Home, 1944), de Richard Thorpe.
- Así es mi amor (So Goes My Love, 1946), de Frank Ryan.
- Los mejores años de nuestra vida (The Best Years of Our Lives, 1946), de William Wyler.
- La canción de los acusados / La ruleta de la muerte (Song of the Thin Man, 1947), de Edward Buzzell.
- El solterón y la adolescente / menor (The Bachelor and the Bobby-Soxer, 1947), de Irving Reis.
- Los Blandings ya tienen casa (Mr. Blandings Builds His Dream House, 1948), de H.C. Potter.
- El poni rojo (The Red Pony, 1949), de Lewis Milestone.
- That Dangerous Age (1949), de Gregory Ratoff.
- Trece por docena (Cheaper by the Dozen, 1950), de Walter Lang.
- Bellezas por casar (Belles on Their Toes, 1952), de Henry Levin.
- La hija del embajador (The Ambassador's Daughter, 1956), de Henry Levin.
- Corazones solitarios (Lonelyhearts, 1958), de Vincent J. Donehue.
- Desde la terraza (From the Terrace, 1960), de Mark Robson.
- Un grito en la niebla (Midnight Lace, 1960), de David Miller.
- Locos de abril (The April Fools, 1969), de Stuart Rosenberg.
- Aeropuerto 75 (Airport 1975, 1974), de Jack Smight.
- De miedo también se muere (The End, 1978), de Burt Reynolds.
- Dime lo que quieres (Just Tell Me What You Want, 1980), de Sidney Lumet.